# Prohner Wiek

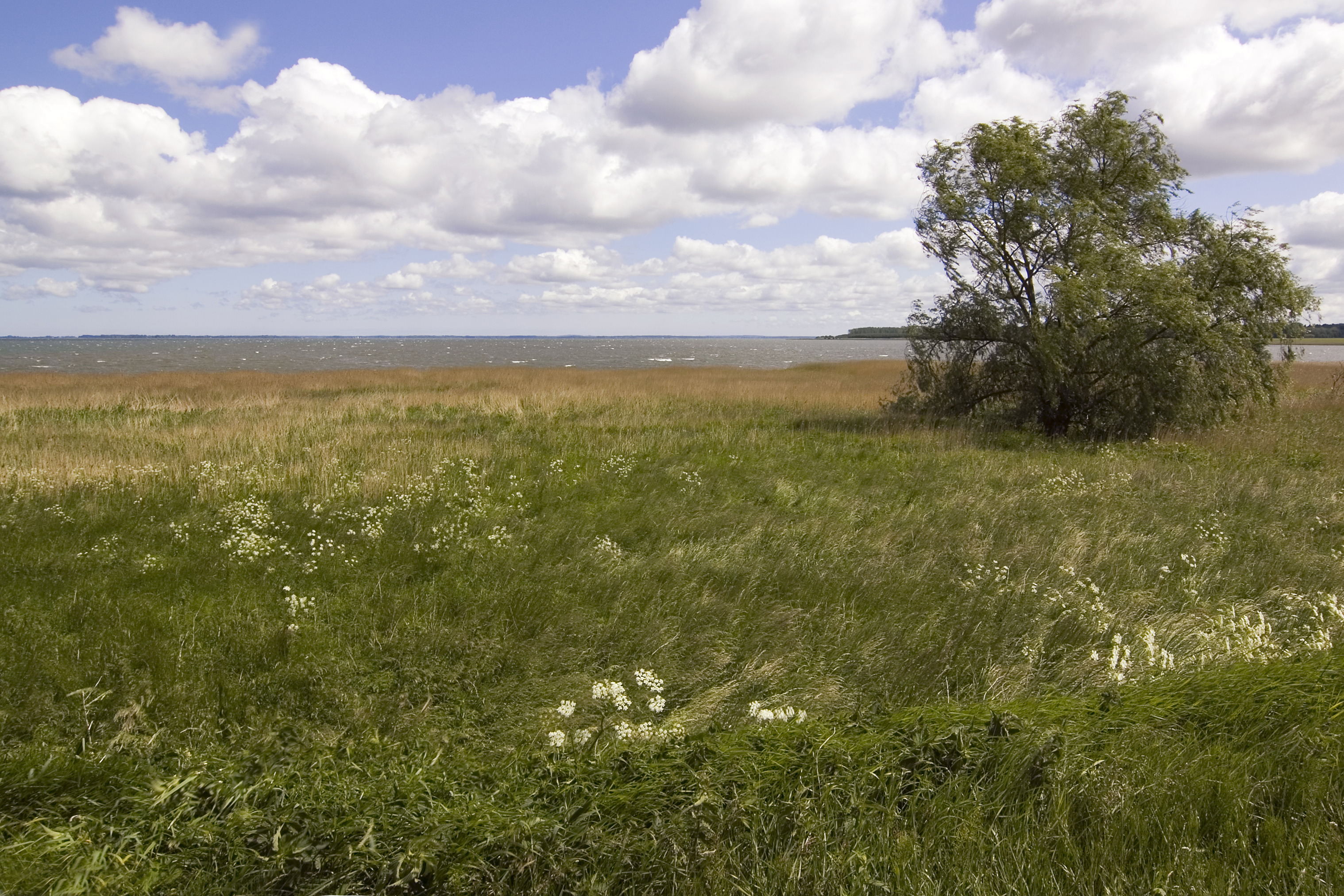
Prohner Wiek bei Prohn

Die Prohner Wiek ist eine bogenförmige Bucht der Ostsee nordwestlich von Stralsund in Mecklenburg-Vorpommern.
Die Wiek ist zirka 5,2 Kilometer lang und zirka zwei Kilometer breit. Der namensgebende Ort Prohn liegt im Südteil der Bucht. Nördlich davon befinden sich die Orte Klausdorf und Solkendorf am Ufer. Im Nordosten wird die Bucht durch die Vierendehlrinne, der Fahrrinne nach Stralsund, vom Kubitzer Bodden getrennt. Die Bucht ist meist flach (bis zu drei Meter), nur bei Prohn und im Schwedenstrom sind tiefere Stellen mit über vier Meter Wassertiefe vorhanden. Der Schwedenstrom ist eine halbkreisförmig durch die Bucht führende Rinne. Bei Prohn und Klausdorf gibt es zwei kleine Häfen.